# Hylaeus woyensis
Hylaeus woyensis är en biart som beskrevs av Rayment 1939. Hylaeus woyensis ingår i släktet citronbin, och familjen korttungebin. Inga underarter finns listade i Catalogue of Life.

## Bildgalleri

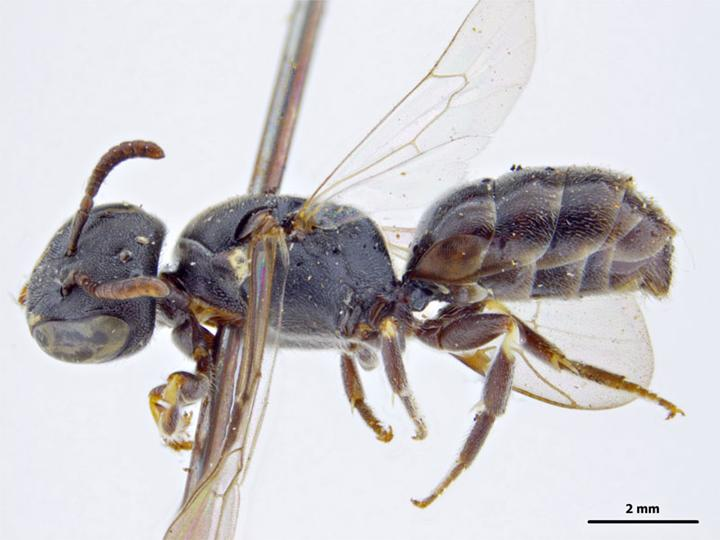